# Banský vrch
Banský vrch (dawniej: Kerling; 866 m n.p.m.) – szczyt w Górach Szczawnickich na Słowacji.

## Położenie
Leży w środkowej, bardzo rozczłonkowanej części tego fragmentu gór, który słowaccy geografowie określają mianem Hodrušská hornatina, w mocno rozgałęziającym się grzbiecie, rozdzielającym doliny Vyhniańską na północy od Hodruszskiej na południu. Banský vrch, leżąc praktycznie w osi wspomnianego grzbietu, jest zwornikiem dla bocznego grzbietu, opadającego od południa nad Vyhne.

## Charakterystyka
Południowo-zachodnią część masywu budują triasowe piaskowce i ilasto-piaszczyste łupki, natomiast część północno-wschodnią wraz z wierzchołkiem intruzywne kompleksy szczawnickiego stratowulkanu, głównie granodioryty. Ma charakter w miarę regularnego kopca o nieco spłaszczonym wierzchołku. Stoki kopuły szczytowej słabo rozczłonkowane, niżej dzielą się na szereg krótszych i dłuższych grzbiecików. Stoki dość strome, jedynie na południowym zachodzie łagodniejsze, schodzące ku przełączce (ok. 800 m n.p.m.) z murowaną kapliczką Marii Panny, za którą ciągnie się grzbiet opadający ku miejscowości Hodruša-Hámre. Całość porośnięta lasami, jedynie wspomniany łagodniejszy fragment południowo-zachodniego stoku od przełączki aż po szczyt pokrywa wąski pas polany.

## Nazwa
Aktualna nazwa w tłumaczeniu na język polski oznacza „Górnicza góra”. Dawną nazwę „Kerling” szczyt otrzymał od starej osady górniczej tego imienia, jaka istniała w tym rejonie w XIII–XIV w. i należała do Bańskiej Szczawnicy. Została ona doszczętnie zniszczona w 1352 r. przez oddziały kasztelana zamku Šášov, prowadzącego w tym czasie wojnę z Bańską Szczawnicą. Stąd pas łąk podchodzących od przełączki na szczyt nosi nazwę „Kerlinská lúka”, a cały wspomniany grzbiet rozdzielający doliny Vyhniańską i Hodruszską występuje też lokalnie pod nazwą „Kerlinský hrebeň”.

## Turystyka
Przez wspomnianą przełączkę leżącą na południe od szczytu, biegnie niebiesko znakowany szlak turystyczny (Chodník Andreja Kmeťa) z Bańskiej Szczawnicy do Vyhni, a także zielone znaki z Vyhni do Doliny Hodruszskiej. Na sam szczyt nie prowadzi żaden znakowany szlak turystyczny (do lat 90. XX w. wyżej wymieniony szlak niebieski wiódł przez szczyt). Od kapliczki na przełączce na wierzchołek prowadzi wspomnianą polaną jedynie nieznakowana ścieżka.
Wierzchołek znany jest z rozległej, dookolnej panoramy. Widać z niego m.in. szczyty Inovca, Ptacznika, Strážova, małofatrzańskiego Kľaku, Dziumbiera w Niżnych Tatrach i Poľany. Na południowym wschodzie widoczny jest najwyższy szczyt Gór Szczawnickich, Sitno z wysokim masztem telekomunikacyjnym.